# 醫院管理局
醫院管理局（簡稱醫管局，縮寫作 HA）是香港法定公營機構，根據《醫院管理局條例》於1990年12月1日成立，1991年12月起全面接管全港公立醫院及診所運作。作為香港公營醫療體系核心，醫管局主要職能包括執行政府醫療政策、管理公共醫療服務、培訓醫護人員及進行醫療研究，其運作經費主要來自香港政府財政撥款，同時透過部分收費服務彌補成本。
醫管局透過醫務衞生局局長向政府問責，現時管轄43間公立醫療機構、49間專科門診及73間普通科門診，形成覆蓋全港的7個醫院聯網系統。據2022/23年度報告，該局僱員總數約8.3萬人，提供逾2.8萬張病床，年度預算逾900億港元。
與公務員體系不同，醫管局實行自主人事管理制度，其決策機構為由行政長官委任的董事局，下設多個專業委員會監督運作。近年該局面臨人口老化帶來的服務需求增長、醫護人手短缺等挑戰，政府通過增加撥款及推動智慧醫院等政策予以支援。

## 歷史
香港公立醫院的管理起初由1939年成立的醫務衞生署負責管理，同時另有政府提供資助、由慈善機構負責營運的醫院。1989年4月1日，原有的醫務衞生署分拆為醫院事務署和衞生署，由醫院事務署負責管理所有公立醫院。1990年12月1日根據《香港法例》第113章《醫院管理局條例》成立的醫院管理局。而原有的醫院事務署轄下的公立醫院，以及由政府資助的慈善機構轄下醫院，於1991年12月1日全部合併入醫院管理局。
醫院管理局首間一站式綜合醫療中心——天水圍（天業路）社區健康中心，於2012年2月8日投入服務。同年3月26日，醫院管理局首間開設在香港公共屋邨（何文田愛民邨）範圍內的中醫教學研究中心——東華三院－香港浸會大學中醫教研中心開業。
2013年2月底，醫院管理局通過統一支援服務僱員的規定工作時數。5月1日起，醫管局劃一逾萬名支援服務僱員的工作時數，由現時每周45小時（不包括用膳時間），統一為每周44小時（包括用膳時間），薪酬不變，額外工作時數則視為超時工作，可以獲得補時或者加班津貼。醫院管理局計劃以短期合約方式重新聘用剛退休或者將近退休的員工，以紓緩人手的需求。
香港醫管局主席胡定旭接受CNN訪問時說香港公立醫院醫療費有92%是政府資助的，所以香港民眾的醫療費用低，平均壽命長。然而根據黃任匡醫生在立場新聞的文章，全港14000名醫生當中，只有5000多名醫生任職於醫管局，卻要應付全港九成醫療需要。

## 架構

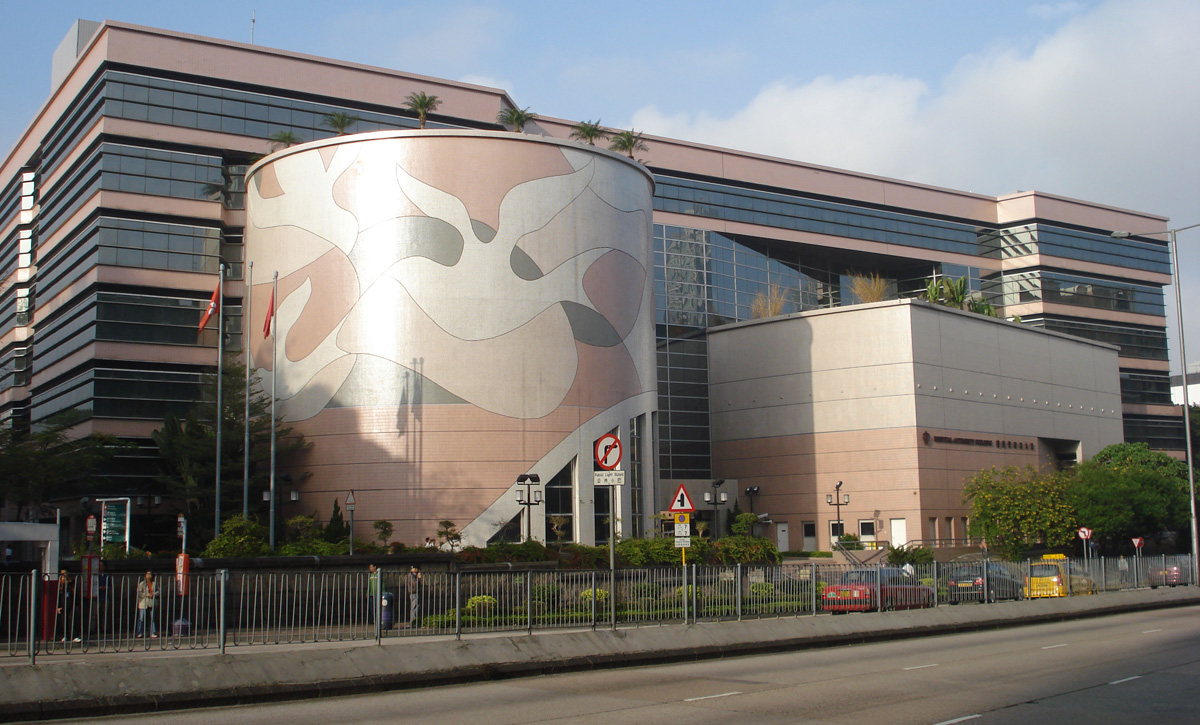
位於九龍亞皆老街147B號的醫院管理局大樓

根據《醫院管理局條例》，醫管局大會成員由香港特別行政區行政長官任命。現時，大會有成員27名（包括主席）。成員中23名為非公務員、3名為公務員、一名為主要行政人員（醫管局行政總裁）。除該行政人員外，其他成員均沒有因成員的身份而領取任何薪酬。 大會每年召開約12次正式會議，如有需要，亦會召開特別會議。

### 歷任主席
- 鍾士元爵士（1990年12月1日－1995年3月31日）
- 吳光正先生（1995年4月1日－2000年9月30日）
- 羅嘉瑞醫生（2000年10月1日－2002年9月30日）
- 梁智鴻醫生（2002年10月1日－2004年7月8日）
- 胡定旭全國政協常委（2004年10月12日－2013年11月30日）
- 梁智仁教授（2013年12月1日－2019年11月30日）
- 范鴻齡先生（2019年12月1日－）

### 歷任行政總裁
- 楊永強（1994年1月－1999年9月）
- 何兆煒（1999年9月－2003年3月）
  - 高永文（2003年3月－2004年12月，署理）
- 何兆煒（2005年1月－6月）
  - 黃譚智媛（2005年9月20日－2006年2月，署理）
- 蘇利民（2006年2月－2010年7月23日）
- 梁柏賢（2010年11月8日－2019年7月31日）
- 高拔陞（2019年8月1日－2025年7月31日）
- 李夏茵（2025年8月1日－）

### 成員
主席（非官方成員）：
- 范鴻齡 ，SBS，JP

非官方成員（23人）：
- 鄭惠貞（港鐵人力資源總監）
- 陳德章教授(衞生署榮譽顧問醫生和醫管局新界東醫院聯網統籌（臨床腫瘤科)。
- 邱達根（荔園有限公司主席）
- 邱詠筠 (酒店集團的主席及執行董事)
- 溫文儀(註冊專業測量師)
- 許美嫦(香港執業律師)
- 郭沛濠(博愛醫院高級職業治療師)
- 黃永灝(註冊專業工程師和一間地產發展公司的董事)
- 馮婉眉(上市銀行及上市物業發展公司的獨立非執行董事)
- 張樟進教授(香港大學中醫藥學院教授及醫院中醫服務及發展統籌)
- 黃金鳳(香港病人組織聯盟的副主席)
- 趙偉仁教授(香港中文大學醫學院院長)
- 禤惠儀（渣打銀行執行董事兼香港區行政總裁）
- 劉澤星教授，JP（香港醫學專科學院主席）
- 黃婉霞教授(香港護士管理局教育委員會成員)
- 林余家慧(前建築署署長)
- 歐陽伯權博士（香港鐵路有限公司董事局主席）
- 湯修齊(前香港吸煙與健康委員會主席)
- 曾浩輝醫生（前香港衛生防護中心總監）
- 岑浩強教授（香港理工大學醫療及社會科學院院長）
- 曾憲芬(註冊會計師和一間於深圳證券交易所及香港交易所上市的風力發電機組製造公司的獨立非執行董事)。
- 何超蕸(上市公司的執行董事)
- 翟紹唐(資深大律師)

公職人員（3人）：
- 陳松青，JP（醫務衞生局常任秘書長（衞生））
- 林文健醫生，JP（衛生署署長）
- 劉震，JP（財經事務及庫務局副秘書長（庫務））

醫管局主要行政人員：
- 李夏茵醫生（醫院管理局行政總裁）

### 總辦事處
- 行政總裁：李夏茵醫生
- 總監（聯網服務）：鄧耀鏗醫生
- 總監（策略發展）：程偉權醫生
- 總監（質素及安全）：黃立己醫生
- 總監（財務）：陳淑瑜
- 總監（工程拓展）:盧國華
- 機構事務主管：劉國昌
- 人力資源主管：麥志偉
- 資訊科技及醫療信息主管：張毅翔醫生
- 總內部審計師：伍希文

### 高級人員
- 醫管局總行政經理（聯網運作）：張子峯醫生
- 醫管局總行政經理（質素及標準）：劉家獻醫生
- 醫管局總行政經理（綜合臨床服務）：李立業醫生
- 醫管局總行政經理（感染及應急事務）：莊慧敏醫生
- 醫管局總行政經理（病人安全及風險管理）：何婉霞醫生
- 醫管局總行政經理（醫療職系）：莊紹賢醫生
- 醫管局行政經理（專職醫療）：潘綺紅女士
- 醫管局總行政經理（基層及社區醫療服務）：梁樂行醫生

### 總護理行政經理
- 潘恩榮女士(註冊護士)
- 廖慧嫺女士(註冊護士)
- 馮玉娟女士(註冊護士)

### 員工退休
按照醫管局今年2021年3月的推算數字，未來兩個年度，將屆退休年齡的不同職系員工達千多人。面對近期醫護流失率上升，醫管局8月19日表示，有意將員工退休年齡延至65歲，並計劃於9月底醫管局大會提出，冀挽留合適人才。
醫務從業員聯會（非牟利機構人員協會與協作團體醫院診所護士協會、健康服務從業員協會、香港醫務衛生華員總會、香港非緊急救護服務員工協會），於2021年8月21日至9月11日聯合開展「醫管局從業員/市民對延長醫護退休年齡至65歲的觀感及意願調查問卷」，成功訪問414名來自醫管局不同職系的從業員，瞭解對延長醫護退休年齡至65歲的觀感及意願。

## 專責委員會
- 審計及風險管理委員會[8]
- 工程拓展委員會
- 行政委員會
- 緊急應變策導委員會
- 財務委員會
- 人力資源委員會
- 資訊科技服務委員會
- 中央投標委員會
- 醫療服務發展委員會
- 公眾投訴委員會
- 職員上訴委員會
- 支援服務發展委員會
- 醫院管理局臨床倫理委員會[9]

## 專科統籌委員會
- 急症科統籌委員會[10]
- 麻醉科統籌委員會
- 臨床腫瘤科統籌委員會
- 放射治療職系及服務委員會
- 醫學物理職系及服務委員會
- 家庭醫學統籌委員會
- 深切治療科統籌委員會
- 內科統籌委員會
- 老人科小組委員會
- 婦產科統籌委員會
- 眼科統籌委員會
- 視光及視覺矯正職系及服務委員會
- 骨科統籌委員會
- 耳鼻喉科統籌委員會
- 聽力職系及服務委員會
- 兒科統籌委員會
- 病理科統籌委員會
- 病理科專職醫療職系及服務委員會
- 精神科統籌委員會
- 放射科統籌委員會
- 放射診斷職系及服務委員會
- 外科統籌委員會
- 神經外科統籌委員會

## 財政
醫院管理局由香港政府財政支持其運作及管理，在《2025-26年度財政預算案》中，宣佈醫院管理局獲得撥款達到1001.6億港元。

## 各聯網醫院

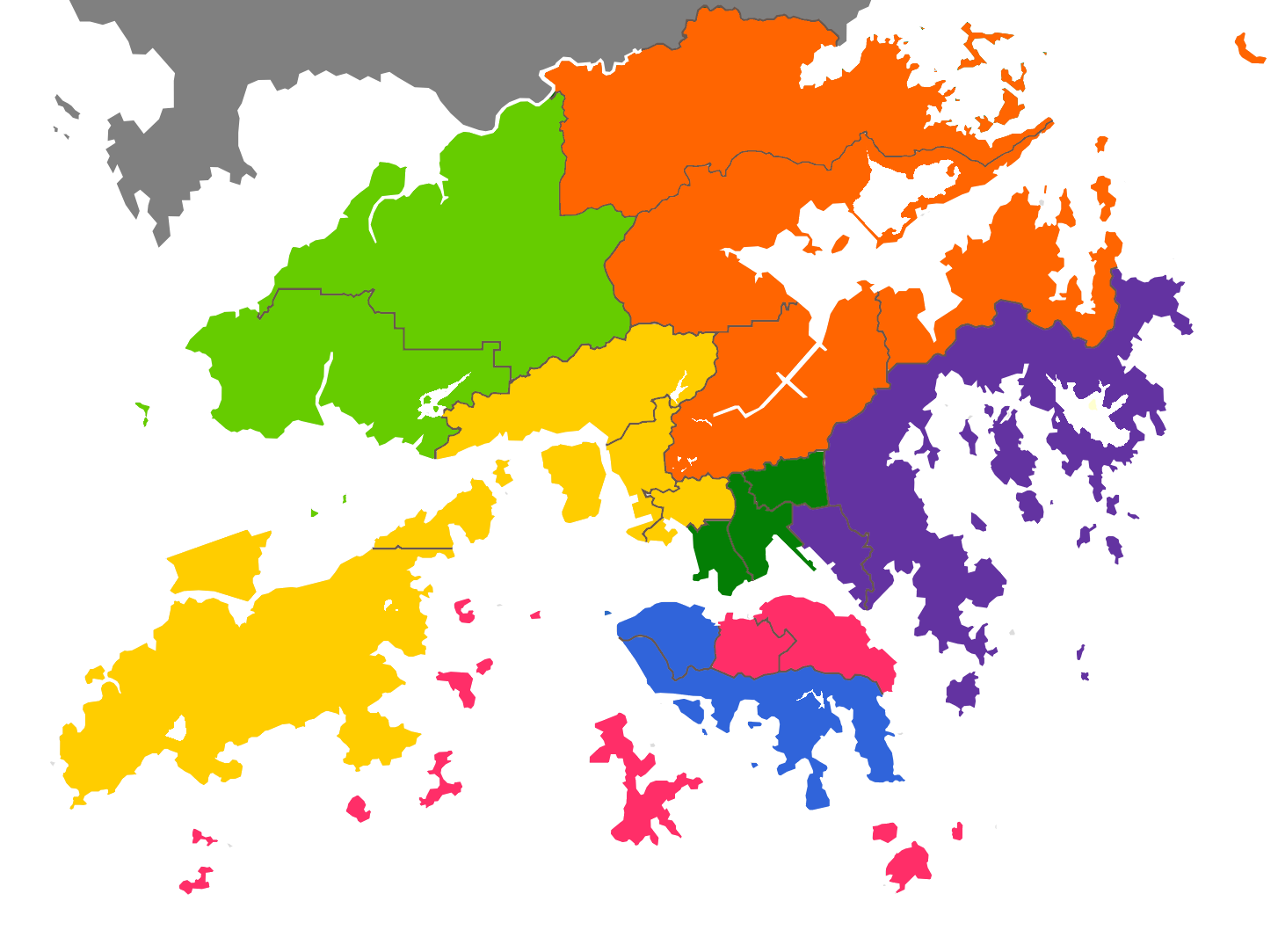
香港醫院聯網分佈圖
新界西醫院聯網
新界東醫院聯網
九龍西醫院聯網
九龍中醫院聯網
九龍東醫院聯網
港島西醫院聯網
港島東醫院聯網

醫管局的服務一向以聯網方式提供。每個聯網均由數間急症及康復／療養醫院配搭組合而成。各間醫院有清晰的定位，透過醫院之間互相配合及支援，聯網可以理順區內的醫院服務，避免服務重疊，甚至浪費。例如每個聯網均設有大型急症全科醫院提供全面服務，並由各社區醫院配合提供復康、日間服務及延續護理等服務。聯網制度的優點是可以統一及精簡管理架構，以加強運作效率。聯網架構亦可因應轄下醫院不同的情況和服務需求，發揮有效的協調作用，靈活調配醫院間的資源以提升效率。

### 聯網醫院列表
| 香港島及離島 - 港島東聯網（總監：蘇潔瑩醫生）： - 東區尤德夫人那打素醫院* # - 東華東院 - 長洲醫院* - 律敦治醫院* - 舂磡角慈氏護養院 - 黃竹坑醫院 - 鄧肇堅醫院 - 港島西聯網（總監：李德麗醫生）： - 瑪麗醫院* - 大口環根德公爵夫人兒童醫院 - 東華三院馮堯敬醫院 - 東華醫院 - 麥理浩復康院 - 葛量洪醫院 - 贊育醫院 | 九龍 - 九龍東聯網（總監：楊諦岡醫生）： - 基督教聯合醫院* - 靈實醫院 - 將軍澳醫院* - 九龍中聯網（總監：張復熾醫生） - 伊利沙伯醫院* - 九龍醫院 - 香港佛教醫院 - 香港紅十字會輸血服務中心 - 香港眼科醫院 - 復康專科及資源中心 - 廣華醫院* - 東華三院黃大仙醫院 - 聖母醫院 - 香港兒童醫院 - 啟德醫院*（興建中） - 九龍西聯網（總監：羅振邦醫生）： - 瑪嘉烈醫院* - 葵涌醫院 - 仁濟醫院* - 明愛醫院* - 北大嶼山醫院* | 新界 - 新界東聯網（代理總監：鄭志雄醫生）： - 威爾斯親王醫院* - 雅麗氏何妙齡那打素醫院* - 北區醫院* - 大埔醫院 - 沙田醫院 - 白普理寧養中心 - 沙田慈氏護養院 - 新界西聯網（總監：王耀忠醫生）： - 屯門醫院* # - 博愛醫院* - 青山醫院 - 小欖醫院 - 天水圍醫院* |

（*）設有急症室服務
（#）設有直昇機坪

#### 醫院行政總監
- 港島東聯網 
  - 蘇潔瑩醫生（聯網總監、東區尤德夫人那打素醫院、黃竹坑醫院、長洲醫院）
  - 劉家獻醫生（律敦治及鄧肇堅醫院、東華東院、舂磡角慈氏護養院）

- 港島西聯網 
  - 李德麗醫生（聯網總監、瑪麗醫院、贊育醫院）
  - 曾巧峰醫生（葛量洪醫院、東華醫院）
  - 陳金海醫生（大口環根德公爵夫人兒童醫院、東華三院馮堯敬醫院、麥理浩復康院）

- 九龍東聯網
  - 楊諦岡醫生（聯網總監、基督教聯合醫院）
  - 袁家兒醫生（將軍澳醫院、靈實醫院）

- 九龍中聯網
  - 張復熾醫生（聯網總監、伊利沙伯醫院）
  - 曾子充醫生（九龍醫院、香港眼科醫院）
  - 陳允健醫生 （香港佛教醫院、聖母醫院、東華三院黃大仙醫院）
  - 李卓廣醫生（香港紅十字會輸血服務中心）
  - 鄧錦成醫生（廣華醫院）
  - 李子良醫生（香港兒童醫院）

- 九龍西聯網
  - 羅振邦醫生（聯網總監、瑪嘉烈醫院、北大嶼山醫院）
  - 關慧敏醫生（明愛醫院）
  - 鄭蓋民醫生（葵涌醫院）
  - 張子峯醫生（仁濟醫院）

- 新界東聯網
  - 鄭志雄醫生（代理聯網總監、威爾斯親王醫院）
  - 余海欣醫生（沙田醫院、白普理寧養中心、沙田慈氏護養院）
  - 冼藝泉醫生（雅麗氏何妙齡那打素醫院、大埔醫院）
  - 蘇詠儀醫生（北區醫院）

- 新界西聯網
  - 王耀忠醫生（聯網總監、屯門醫院）
  - 劉柱良醫生（博愛醫院、天水圍醫院）
  - 蕭慧敏醫生（青山醫院、小欖醫院）

## 其他醫療機構

### 獨立專科診所

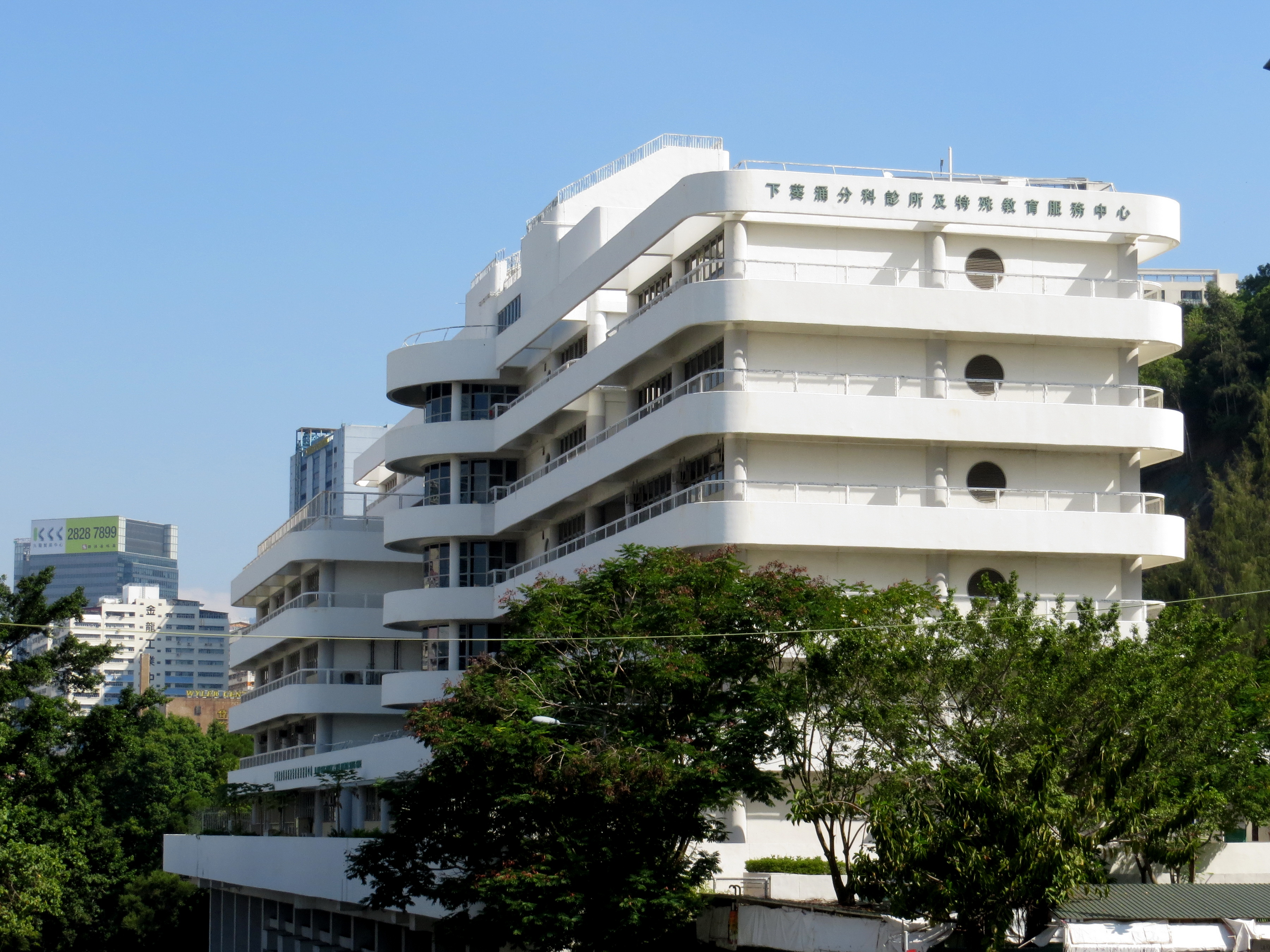
下葵涌分科診所及特殊教育服務中心

- 戴麟趾康復中心
- 東九龍分科診療所
- 下葵涌分科診所及特殊教育服務中心
- 屯門眼科中心
- 仁愛普通科門診診所
- 油麻地賽馬會分科診所
- 油麻地專科診所新翼
- 容鳳書紀念中心
- 東華三院─香港浸會大學中醫教研中心

### 其他機構

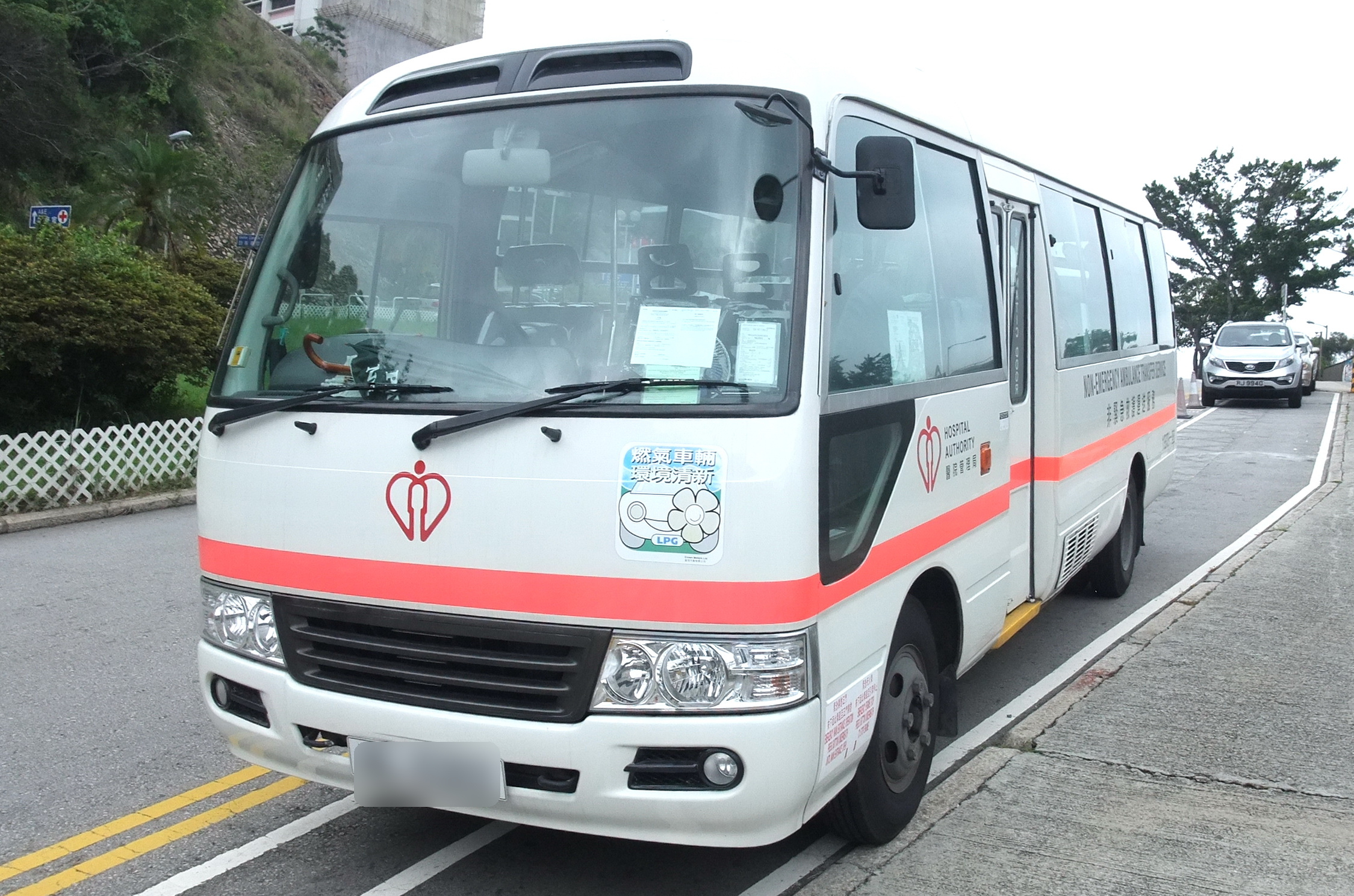
醫院管理局的非緊急救護運送服務車輛

- 荔康居（此長期護理院在2004年12月31日結束運作，之後已停止服務）
- 醫院管理局中醫藥服務有限公司
- 香港紅十字會輸血服務中心
- 復康專科及資源中心
- 普通科門診診所、其他診療所及相關科組

## 分流制度

### 專科門診
專科門診的新症個案實施了分流制度，確保病情緊急而且有需要及早介入的病人會優先獲得治療。在目前的分流制度下，新症個案通常先由護士甄別，再經有關專科的專科醫生檢查，然後分為第一優先類別（緊急）、第二優先類別（半緊急）和例行個案。醫管局的目標，是把第一優先類別和第二優先類別的輪候時間中位數分別維持在兩星期和八星期之內。
為確保病情較危急的病人獲得較優先的治療，醫管局急症室服務採用了分流制度，把到急症室求診的病人按其臨床情況分為5個類別，分別為危殆（第一類別）、危急（第二類別）、緊急（第三類別）、次緊急（第四類別）和非緊急（第五類別）。

## 社會合作
近年，醫院管理局與社會福利署合辦了社福界登記護士訓練課程，為社福界提供更多專業人才，以各安老院舍機構改善服務。

## 流動應用程式
醫院管理局於2019年12月12日推出流動應用程式「HA Go」（俗稱「蝦膏」），病人可查閱個人預約紀錄，支付賬單及藥物費用，預約普通科門診及專科新症，查閱藥物資料或按照處方進行復康練習。

## 藥物名冊
醫院管理局自1996年成立藥物諮詢委員會，審批公立醫院引入新藥，但仍有不同醫院的藥物名單出現差別。醫管局在2003年著手制訂《標準藥物名冊》，致力全面統一公立醫院及診所的藥物使用，以減少出現藥物不一致的情況。
醫管局沒有售藥的功能，病人需自行在社區藥房購買《藥物名冊》內的「自費藥物」。但在非常特殊情況下，醫管局為了方便病人，會在公立醫院藥房提供「有限度」的售藥服務，售賣較難在社區藥房找到的藥物，如安全網藥物、腫瘤科藥物、注射針藥等。

## 事件
警員涉嫌2019年6月在北區醫院襲擊一名62歲男病人，議員協助他搜證，院方按《個人資料（私隱）條例》及醫管局守則提供相關隱蔽攝影鏡頭影片。
2019年8月中，時值香港反修例風波，醫管局表示「尊重員工以個人身份表達意見」，但醫院不是舉行集會的合適場地。同月23日，醫管局指示「如醫護人員需聯絡羈留病人的親屬，應讓警方知道」。 9月3日，約70個護理人員在瑪嘉烈醫院於午飯時間集會表達政治訴求，有人坦言醫院有白色恐怖。同月中，保衛香港運動反對醫護人員在醫院表達政治訴求，裝扮右眼受傷導致途人受驚，醫管局對此表示「尊重保衛香港運動對醫管局服務提出意見的權利」。

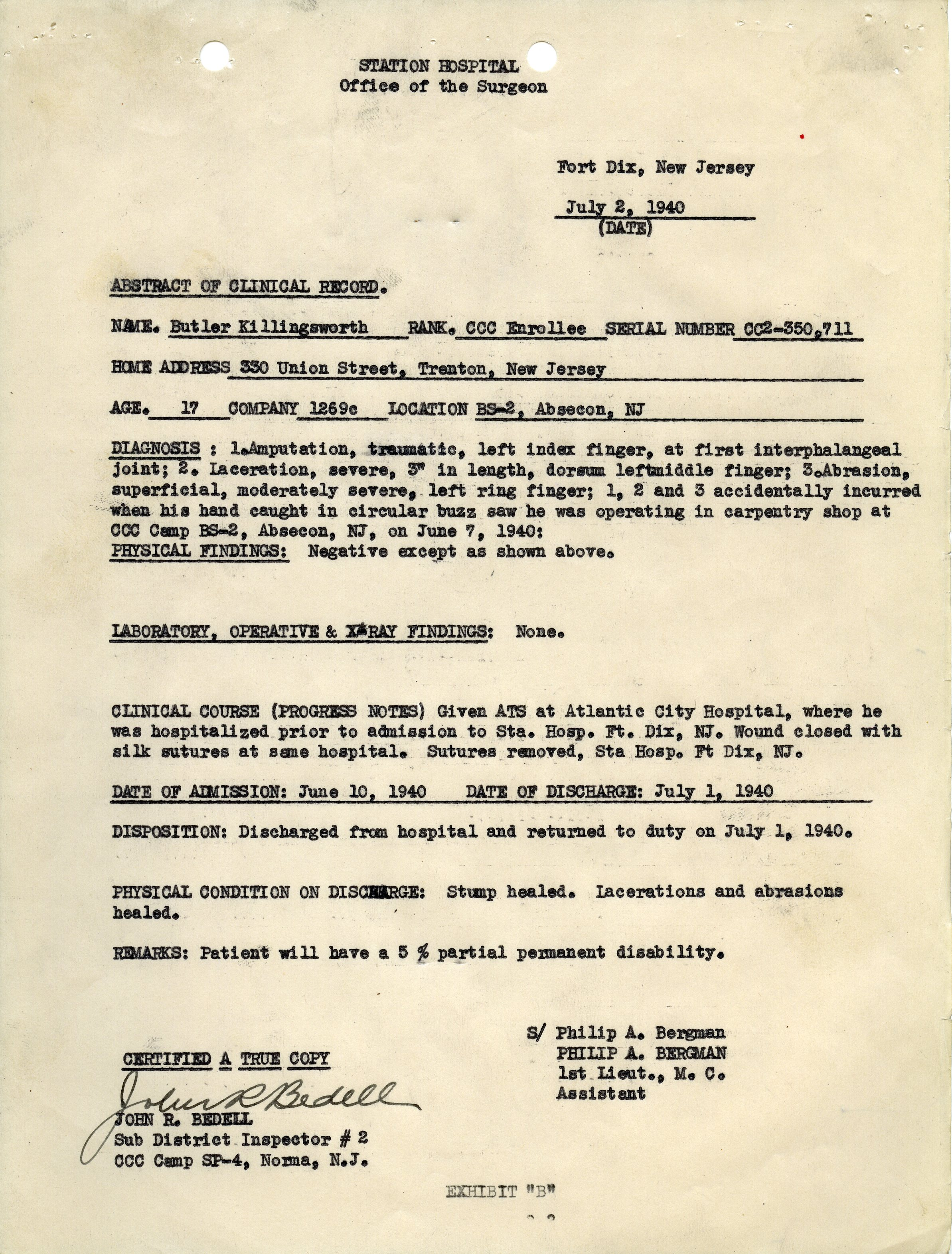
以英語撰寫的報告。很明顯的，報告中印有Mr Butler的隱私

2019年9月9日，醫管局因應香港法庭批准警方根據《警察通例》申請手令，向警方提供懷疑被布袋彈嚴重射傷右眼的少女的醫療報告。 2021年4月，爆眼少女的上訴，被法院駁回。警方調查時毋須向爆眼少女出示手令，伊利沙伯醫院跟手令裡寫的內容，照著做便行。
2019年12月，醫管局表示，醫院按程序處理院內的連儂牆，局方指公立醫院在院內指定地點張貼告示或海報，是要確保到訪公眾人士及病人適時知悉由院方發布的重要資訊，未經批准張貼在院內的告示或海報，醫院會按既定程序處理。
2020年2月初，急症室一度超過200人罷工。 醫管局呼籲員工上班，行動導致服務需要推遲，也有員工返回工作。 同月中旬，醫管局透露 肺炎確診者 曾到醫管局大樓， 員工陣線批評醫管局欠透明度。 醫管局會根據 人力資源政策、《僱傭條例》考慮跟進。
2020年8月30日傍晚，臨牀管理資訊系統（CMS）發生故障，引致多間醫院的醫護人員無法查閱病人紀錄等資料。系統於當晚八時二十分回復正常。
2021年2月中旬，員工陣線主席余慧明質疑，政府即將在《安心出行》程式中 加入藍牙追蹤功能。 醫管局、創新及科技局 共同批評之，繼續鼓勵人安裝此程式。
非牟利機構人員協會與香港醫務衛生華員總會、香港非緊急救護服務員工協會、醫院診所護士協會，於2021年5月21日至5月31日開展「醫管局從業員對新冠疫苗接種計劃的接種意願和影響因素調查」，14%受訪者暫未決定接種疫苗、38%受訪者不願意接種疫苗，高達78%受訪者對疫苗的安全性、有效性、接種後不適情況存疑。
2022年首季，醫管局買了1500部艾美特抽氣扇現有貨，而採購的相關流程細節欠奉。
2022年4月23日，醫院管理局（感染及應急事務）總行政經理莊慧敏及骨科醫生趙名宇於當天在黃埔花園青樺苑（第五期）地庫一層及地下永旺（香港）百貨有限公司盜竊多款食物，包括一個西瓜、一個蜜瓜、兩包布丁、兩包藍莓、兩包刺身、一包壽司和一包雞等，總值約1600多元，因而被控一項盜竊罪。案件於5月19日在九龍城裁判法院提堂，兩人獲准以500元保釋外出，案件押後至8月11日再訊。

## 缺乏提供手語翻譯

### 醫管局不會主動提供手語翻譯
由於醫院管理局不會要求公立醫院主動向有需要的聾人提供手語翻譯，從而引發一連串事件。

#### 有聾人被誤送青山醫院
2016年11月，一位操手語的聾人被誤當有病，聾人廖先生與家人爭執後報警。送住屯門醫院後做手語解釋，可惜未獲院方安排手語翻譯，最終被送入青山醫院留院7天。期間被老闆當作無理曠工而遭辭退。聾人機構「龍耳」創辦人邵日贊指出，事主畢業於聾人學校中四，但對很多文字或語句的理解能力只有小四程度。因此他一定不理解同意書的內容，邵指出聾人主要以圖像理解事物，認識文字一定需要多重解釋，語意和邏輯上表達都較健聽者弱。他直指事件中，醫護人員的做法荒誕，又認為醫管局有制度提供手語服務卻未有執行，完全是上情不能下達。邵亦表示屯門醫院未為事主提供手語翻譯，並反駁醫院指事主未要求手語翻譯，認為院方得知事主失聰，應主動提供協助。邵續指出，聾人自尊心低，怕被人看不起，因此即使不明白文件內容亦會簽署。
2017年7月，「香港電台」的新聞節目「鏗鏘集」製作一個名為「無聲說」的特輯，內容是關於聾人廖啟南因誤送至青山醫院的事件。

#### 有聾病人申請手語翻譯五次全被拒
2017年，一位聾病人擁有副學位學歷，具備中、英文書寫能力，平日需靠手語溝通。她通過醫院傳譯服務的宣傳海報得知醫院有手語翻譯服務。然而，她曾在急症室求診時申請傳譯服務達5次，均遭拒絕。此外，有醫護在她要求手語翻譯服務時表示毫不知情，並告知她沒有這項服務。這令她不禁質疑，院方的宣傳海報只是做做樣子，無法提供24小時待命的傳譯員。邵日贊認為，醫管局有責任為聾人提供傳譯服務。他批評醫院的傳譯服務形同虛設。在10個聾人中，有9個半都無法申請到服務。他還指出，在過去20多年中，從未成功在急症室為聾人申請到緊急手語翻譯。他續指，整個制度透明度低，過去即使發生與手語傳譯服務有關的事故，醫管局依然拒絕公開傳譯員及服務相關紀錄。在沒有懲罰機制下，即使提早預約傳譯服務，翻譯員亦可臨時失約。他憤然道，醫院都沒有機制保障聾人。他促請醫管局保存服務紀錄，讓聾人在遇到問題時可以申訴。

#### 自殺傾向聾人出院後墮樓亡
2020年5月，一名曾患抑鬱的聾人因出現自殺傾向而入住葵涌醫院，但院方未有安排手語翻譯員或讓家屬探病，只表示事主可以出院。事主在出院不足24小時後於住所墮樓身亡。該名聾人的妹妹表示當時不同意醫生的出院安排。她指出醫生不停說他們溝通不到，但又未安排手語翻譯，要求該名聾人用紙筆溝通，但他只有小學學歷，紙筆溝通的能力有限。她又指出醫生沒有了解他的病況，又說他沒有幻覺，但他不停說見到鬼。儘管他需要服用三種藥物，他仍獲安排出院。然而，他回家後已出現撞牆、以剪刀自殘等行為，至翌日上午10時，他由住所墮下身亡。邵日贊指出，在這次事件中反映了醫療體制對聾人支援不足的問題。未來，他們會繼續透過司法程序追究此事，並促請醫管局交代事件發生後是否改善了相關流程。
在2021年8月28日，無綫新聞節目「新聞透視」播出《聽不到的危機》，該節目探討醫管局的手語傳譯服務。一位六十多歲的聾人因情緒問題住院，出院後的第二天便自殺身亡。其家屬質疑溝通程序存在問題，但醫院則表示已安排了手語翻譯員。
在2023年7月3日，根據最新消息指出，曾經有一位手語翻譯員於2020年4月26日至5月6日期間，在葵涌醫院L6病房協助一位患有精神病的聾人與醫療團隊進行溝通。邵日贊在龍耳網站上公開呼籲尋找當時在葵涌醫院L6病房的手語翻譯員，相信該名手語翻譯員能夠為墮樓身亡的聾人案件提供重要資訊。

##### 死因研訊
在2023年7月6日，死因裁判法庭召開死因研訊︰
- 第一日，家屬指出死者住院時不獲安排手語傳譯。跟進此個案的註冊社工表示，他於2020年2月2日認識死者，當時死者希望機構幫助他取回強積金及保險金。在死者入院前，兩人曾見面8次。該社工形容死者的行為正常，並未表現出特別古怪的行為，言談間顯示他對女兒非常關心。社工指出，死者主要依賴中心的手語傳譯員進行溝通。鑒於死者的閱讀和書寫能力有限，只能寫出單字和簡短的句子，因此紙筆溝通並不太適合他。[46]

- 第二日，主診醫生表示死者入院時的自殺風險屬中度，醫生開立抗抑鬱藥等藥物，出院時情緒平穩且沒有明顯的自殺風險。她指出，一般會安排手語傳譯員協助聾病人，但事發正值新冠肺炎初期，因為擔心病毒會致命，所以醫院未能頻繁安排手語傳譯員。[47]

- 第三日，代表家屬的大律師蘇信恩質疑資訊科技如此發達，院方也可以利用公用電話進行視像通話。主診醫生表示，她與死者以紙筆及身體語言溝通，基本上能評估對方是否有抑鬱症徵狀，因此沒有安排手語傳譯員。[48]

- 第四天，蘇信恩指出，無論在任何程度上，醫院的治療方案和管理都與死者的死因有關。專家證人、精神科醫生曾淑鈞也表示同意。她解釋說：「有很多因素導致這個結果」，包括護士評估自殺風險時出錯，以及醫院未保存死者2010年的自殘威脅紀錄。她還強調，死者只有小學程度，醫院應提供手語翻譯員或視像傳譯，以便更好地溝通。但問題在於醫生覺得溝通得到。[49]

- 第五天，代表死者家屬的大律師蘇信恩陳詞指出，精神科獨特之處在於依賴醫護人員和病人的溝通，但是該院只使用紙筆向死者進行問診，同時質疑院方以疫情為由未安排手語傳譯。大律師希望陪審團同意，死者在精神紊亂情況下離世，並希望他們就此事件提供建議。大律師表示：「若不做出改變，悲劇將會繼續發生。」[50]

- 在第六天，陪審團一致裁定死者為「精神紊亂下自殺」。他們也建議醫管局要求所有病人入院時必須提供至少一名緊急聯絡人，以便更新資料。此外，當醫護人員填寫自殺風險評估等表格時，必須填寫評估時間以供跟進。死者的胞妹在庭外表示，尊重並接受陪審團的裁決，但對於他們提出的建議，她認為未提及手語傳譯安排，沒有關注聾人的福祉，形容研訊沒有很好地還原那個存在嚴重漏洞的部分。她也質疑醫生的責任完全被忽略。她表示，如果醫生詢問死者是否有幻覺、妄想，「但我哥哥不懂該詞的意思，他甚至不知道該字的意思，等同於文盲。他搖頭，但醫生認為他沒有相關症狀」。她指出，他們正在考慮向葵涌醫院提出民事索償。[51]

##### 向平機會投訴
家屬向平等機會委員會投訴殘疾歧視，質疑葵涌醫院主診醫生鄭美琪在治療事主期間未及早安排手語翻譯，僅以紙筆溝通。這種溝通不足導致評估失誤，平機會表示未獲得足夠的資料，因此無法繼續跟進此案件。事後，有職員致電給事主的女兒鍾樂妍，表示必須由當事人親自投訴。她反問道：「係咪要佢喺下面上返嚟？（是要他在下面上來嗎？）」，該職員再次強調必須由事主本人提出投訴。平機會回覆說，即使當事人已離世，平機會可以與其授權代表跟進。在這個案件中，平機會已向死者家屬清楚交代調查結果。
就平機會的交代，事主的胞妹明確表示「不滿意」。平機會引用醫管局的回覆，提到護士已透過手寫和展示海報的方式告知病人有關視訊探訪和手語翻譯服務的相關資訊。胞妹強調，醫院應該按病人的需要觀察是否存在溝通問題，並主動尋求解決方法，而不是要求病人主動提出需要手語翻譯服務。此外，在她的兄長入院的15天期間，醫院僅安排了一次視訊探訪（並非與家人進行溝通），從未安排病人與家屬進行視訊以獲得更多關於其兄的資訊。

##### 促公開手語翻譯員履歷資料
邵日贊表示，考慮到聾人機構、社會服務聯會、司法機構及部分已退休人士，現時香港約有90名手語翻譯員。
邵認為應當公開手語翻譯員的履歷資料，讓受用者有權選擇。他曾問道：「你知不知道蘇信恩大律師代表家屬，而文嘉樂大律師則代表醫管局？另外，為什麼手語翻譯員的名字不能公開呢？法官的名字都可以公開，但手語翻譯員的身份卻如此神秘，這確實有些奇怪。」
他問道：「現在已經付出了一條人命，這已經是很大的代價。若要建立更完善的制度，你還需要再犧牲多少人呢？」

#### 有聾人在急症室「罰站」近七小時
2022年8月，一名天生失聰的阿紫（化名）表示，工作時不慎燙傷臀部，需要前往急症室求診。當日下午，由於傷口出現很大的水泡，情況嚴重，她無法坐下。醫生約定於下午2時為她診治，她便一直站着等候醫護人員叫號，再去取藥。她指出，當時看到醫護人員工作十分忙碌，並沒有提供手語翻譯。在疼痛難當的情況下，她唯有一再向醫護人員查詢，但卻遭遇不耐煩的對待，只能繼續等待。直至晚上近9時半，即「罰站」近七小時後，她再硬着頭皮向護士查詢，才獲知下午6時已有廣播通知她去取藥，並有醫護人員再次叫喚，但她聽不到。邵日贊指出，現時估計有近15萬聽障人士，除了先天聾人外，還有聽力退化的長者、因工作或事故後天聽力受損的人士。他又稱，曾陪伴聾人前往求診及接受檢測時，發現由於溝通不足及欠缺手語翻譯，令聾人飽受折騰，甚至檢測做到流鼻血，醫護人員幫聾人照X光，就好似叫救命一樣。他認為公立醫院必須加強手語翻譯服務。

#### 有患癌的聾人對病情一知半解
2023年6月，電視節目「一線搜查」訪問了一位患癌的聾人李國聲。他指出自己曾經當貨車司機的時候，在尾板搬貨時不慎跌倒，甚至無法站立，只能叫救護車送往屯門醫院。他忍受著極度疼痛，但卻無法與醫護人員進行溝通。後來，他確診患上血癌，治療期間一直申請不到手語翻譯服務，只能透過寫字來溝通，這使得他對病情一知半解。由於醫院無法提供手語翻譯，因此需要透過多次來回的溝通才能了解病情，特別是關於病情的部分，需要用很多文字來溝通，這樣的情況需要花費很長時間才能明白自己患的是血癌。邵日贊建議當局可分別委託一個專門承辦手語翻譯的承辦商，為香港各大醫院或診所提供翻譯服務。此外，他建議在醫管局培訓人才並在醫院駐守，隨時提供手語翻譯給聾人或弱聽人士。

#### 總結
自2008年起，醫管局為其轄下的公立醫院和診所提供緊急及可預約的免費手語傳譯，但並不會主動提供給有需要的聾人。無精神病的聾人曾被強制送入青山醫院，而有精神病的聾人則被強制出院最終墜樓身亡。此外，也有聾病患者申請手語翻譯五次，但醫護人員卻聲稱沒有手語傳譯服務。另外，也有聾人因為燙傷臀部而求助醫護人員，但卻遭遇缺乏耐性的溝通，被「罰站」近七小時之久。再者，有患癌的聾人對病情一知半解，要花很長的時間才能理解病情，這可能延誤治療。在2022年，九龍東聯網聽力中心貼出告示︰
|                      | 聽力中心的輪候編號不會顯示於電視上，而是會個別叫姓名。 |
| ——九龍東聯網聽力中心 |                                                        |

聾病人無法透過聲音廣播聽到叫號，因此可能會延誤或無法得到適切的治療。儘管邵日贊多次向當局反映意見，但仍未得到當局的重視，導致類似的事件不斷重複發生。

### 各方反應

#### 平等機會委員會
平等機會委員會聲明指出，非常關注並認為所有殘疾人士都應享有平等的機會參與社會，包括教育、就業，以及享用服務及設施等。
平機會指出，聯合國《殘疾人權利公約》自2008年起在中國生效，並同時適用於香港。政府部門有法律責任確保殘疾人士在享用服務及設施時不會受到歧視，包括提供適當的溝通方式及協助，例如手語翻譯。

#### 立法會議員
時任立法會議員張超雄則指出，平機會可以運用其權力，就《殘疾歧視條例》制定醫療實務守則，例如要求有關部門主動提供手語翻譯，並培訓員工，相信可以改善現狀。

#### 香港復康聯盟
香港復康聯盟發表聲明表示，此事件反映涉事的醫護人員對聾人的認知不足，並未重視手語翻譯，令他們感到震驚。該聯盟指出，以書寫或唇讀與聾人溝通容易產生誤會，而手語翻譯對聾人而言不僅是服務和福利，更是一項基本權利。該聯盟認為，應加強醫院前線人員對殘疾人士的認知，例如提供學習手語等培訓，以避免同類事件再次發生。

#### 勞工及福利局
時任勞工及福利局局長蕭偉強強調，他認為醫院管理局、社會福利署及許多非政府機構可以提供手語翻譯，同時認為有需要提高前線人員或服務人員對殘疾人士的意識。
當被問及勞工及福利局是否會為前線醫務人員製作指引時，蕭偉強回應說，個別指引是由個別部門處理，但政府定期舉辦課程，並為他們舉辦工作坊和研討會，讓他們了解不同殘疾人士的需求。此外，政府也會推廣《殘疾歧視條例》和聯合國《殘疾人權利公約》方面的精神和要求。在許多職業中，例如政務主任、行政主任等，在他們的入職課程中也會涵蓋相關資訊。
對於前線人員方面，蕭偉強指出，公務員培訓處也提供手語班，過去已有約1600位公務員受過相關培訓。

#### 聾人機構
聾人機構「龍耳」的創辦人邵日贊指出，許多聾人在理解文字邏輯方面有障礙，需要更長的時間來消化和表達，必須反覆多次。每間醫院都應該設置手語翻譯員，以協助聾人與醫務人員進行溝通。人手不足不能成為理由，社會服務聯會在網上設立了《香港手語翻譯員名單》，已有54名手語翻譯員登記，但醫管局尋找時卻沒有找到，邵歸咎當局處理出現問題。

#### 區議員
屯門區議員陳浩庭指出，政府有責任確保聾人與健聽人士在使用公共設施時享有公平待遇，他呼籲醫院加強現有的溝通方式，並為前線醫務人員提供更多指引。另一位區議員何杏梅則指出，許多聾人並不知道醫院可以提供手語翻譯服務，她建議前線醫務人員應主動詢問是否有需要提供這項服務。屯門區議會會致函醫管局和社會福利署，探討如何改善針對聾人的服務。

#### 醫管局回應
醫管局新界西醫院聯網總經理(行政事務)陳志強表示，從2014年至2016年11月，共提供了765次手語翻譯服務，對於非預約的情況，翻譯員平均在1小時內到達。邵日贊質疑這些數字的可信度，並指出即使數字屬實，使用率仍然偏低。他聲稱自己從未聽聞過有聾人使用過這項服務，質疑當局在宣傳方面做得不夠充分，並呼籲當局應該檢討和改善服務。

### 引用
1. ↑  . 香港01. 2023-07-20  [2023-08-15]. （原始内容存档于2023-08-15）.
2. ↑  . 醫院管理局.   [2023-08-15]. （原始内容存档于2023-08-15）.
3. ↑  . 香港電台. 2023-05-12  [2023-08-15].
4. ↑  .   [2009-05-02]. （原始内容存档于2021-04-24） （繁体中文）.
5. ↑  . 1998-12-14  [2009-01-06]. （原始内容存档于2021-03-15）.
6. ↑  . 立場新聞. 2016年3月30日  [2016年4月17日]. （原始内容存档于2021年3月15日）.
7. ↑  醫務從業員聯會. . 延長醫護退休年齡至65歲調查. 2021-09-13  [2021-10-04]. （原始内容存档于2021-10-04）.
8. ↑  [大會轄下的委員會 https://www.ha.org.hk/visitor/ha_visitor_index.asp?Content_ID=10015&Lang=CHIB5&Dimension=100 （页面存档备份，存于）]
9. ↑  [臨床倫理指引 https://www.ha.org.hk/visitor/ha_visitor_index.asp?Content_ID=200776&Lang=CHIB5&Dimension=100 （页面存档备份，存于）]
10. ↑  [統籌委員會及中央委員會名單 chrome-extension://efaidnbmnnnibpcajpcglclefindmkaj/https://www.healthbureau.gov.hk/download/committees/harsc/report/cn_annex4.pdf]
11. ↑   (PDF).   [2025-08-18] （繁体中文）.
12. ↑  立法會. . 政府新聞網. 2011年7月14日  [2014年1月19日]. （原始内容存档于2021年2月24日）.
13. ↑  . wenweipo.com. 2010-03-18  [2010-04-21]. （原始内容存档于2010-04-27） （繁体中文）.
14. ↑  . Now新聞.   [2019-08-21]. （原始内容存档于2021-03-15）.
15. ↑  男子病人休息室疑遭虐打　兩警員承認公職人員行為失當 （页面存档备份，存于）. 香港電台. 2020-11-23
16. ↑  . 立場新聞. 2019-08-15  [2020-02-02]. （原始内容存档于2021-03-15）.
17. ↑  黎靜珊. . 香港01. 2019-08-23.
18. ↑  李恩慈. . 香港01. 2019-09-03.
19. ↑  . 香港電台.   [2019-09-20]. （原始内容存档于2020-10-08）.
20. ↑  . 香港電台. 2019-09-09  [2019-09-18]. （原始内容存档于2020-10-08）.
21. ↑  三周年出院紀錄公開證眼球破裂　擬向港警索償惟被拒批法援 （页面存档备份，存于）. Radio Free Asia
22. ↑  . 頭條日報.
23. ↑  . 東網. 2020-02-06  [2020-02-07]. （原始内容存档于2021-02-24）.
24. ↑  . 香港電台. 2020-02-03  [2020-02-07]. （原始内容存档于2021-03-15）.
25. ↑  . 東網. 2020-02-06  [2020-02-07]. （原始内容存档于2021-02-24）.
26. ↑  醫院管理局 （页面存档备份，存于）. 2020-02-17.
27. ↑  自動請纓入 Dirty Team　最快下周一入隔離病房[永久]. Standnews
28. ↑  追究罷工醫護 醫管局得把口 （页面存档备份，存于）. 東方日報. 2020-05-21
29. ↑  . 即時新聞. 明報.   [2020-08-30]. （原始内容存档于2021-03-15）.
30. ↑  醫管局員工陣線籲全民杯葛安心出行 被兩局不點名批評
31. ↑  .   [2021-02-26]. （原始内容存档于2021-03-15）.
32. ↑  非牟利機構人員協會. . 2021-06-04  [2021-08-19]. （原始内容存档于2021-08-19）.
33. ↑  醫管局採購抽氣扇-晚上突發稿-澄清中聯辦無參與.《香港01》2022年3月13日
34. ↑  inmediahk.  2022-03-12
35. ↑  . 明報.   [2022-05-19]. （原始内容存档于2022-06-10）.
36. ↑  . 香港01.   [2023-06-03]. （原始内容存档于2019-06-24）.
37. ↑  . am730.   [2023-06-03]. （原始内容存档于2023-06-03）.
38. ↑  . 東網.   [2023-06-03]. （原始内容存档于2023-06-06）.
39. ↑  . 龍耳.   [2023-08-01]. （原始内容存档于2023-08-01）.
40. ↑  . 香港01.   [2023-06-03]. （原始内容存档于2023-07-09）.
41. ↑  . 香港01.   [2023-06-03]. （原始内容存档于2023-07-07）.
42. ↑  . 東網.   [2023-06-03]. （原始内容存档于2023-06-06）.
43. ↑  . 香港01.   [2023-06-03]. （原始内容存档于2023-07-07）.
44. ↑  . YouTube.   [2023-07-17]. （原始内容存档于2023-07-31）.
45. ↑  . 龍耳. 2023-07-04  [2023-07-04]. （原始内容存档于2023-07-09）.
46. ↑  . 法庭線. 2023-07-06  [2023-07-06]. （原始内容存档于2023-07-09）.
47. ↑  . 法庭線. 2023-07-07  [2023-07-07]. （原始内容存档于2023-07-31）.
48. ↑  . 法庭線. 2023-07-10  [2023-07-10]. （原始内容存档于2023-07-31）.
49. ↑  . 法庭線. 2023-07-11  [2023-07-16]. （原始内容存档于2023-07-31）.
50. ↑  . 法庭線. 2023-07-14  [2023-07-16]. （原始内容存档于2023-07-16）.
51. ↑  . 法庭線. 2023-07-18  [2024-04-20]. （原始内容存档于2024-04-19）.
52. ↑  . 庭刊. 2023-07-23  [2023-07-23]. （原始内容存档于2023-07-31）.
53. ↑  . 庭刊.   [2023-07-23]. （原始内容存档于2023-07-28）.
54. ↑  . 文匯報.   [2023-06-03]. （原始内容存档于2023-06-05）.
55. ↑  . 龍耳. 2023-06-21  [2023-07-01]. （原始内容存档于2023-07-09）.
56. ↑  . 龍耳. 2023-06-22  [2023-07-01]. （原始内容存档于2023-07-09）.
57. ↑  . Yahoo!新聞.   [2023-06-21]. （原始内容存档于2023-07-09）.
58. ↑  . 香港經濟日報.   [2023-06-21]. （原始内容存档于2023-07-09）.
59. ↑  . 獨立傳媒.   [2023-06-06]. （原始内容存档于2023-07-09）.
60. ↑  . 星島日報.   [2023-06-04]. （原始内容存档于2023-07-09）.
61. ↑  . 東網.   [2023-06-04]. （原始内容存档于2023-06-05）.

## 外部連結
- 官方网站 （页面存档备份，存于）
- 醫院聯網、醫院及醫療機構 （页面存档备份，存于）
- 急症室 （页面存档备份，存于）
- 普通科門診診所 （页面存档备份，存于）